# Bagwere

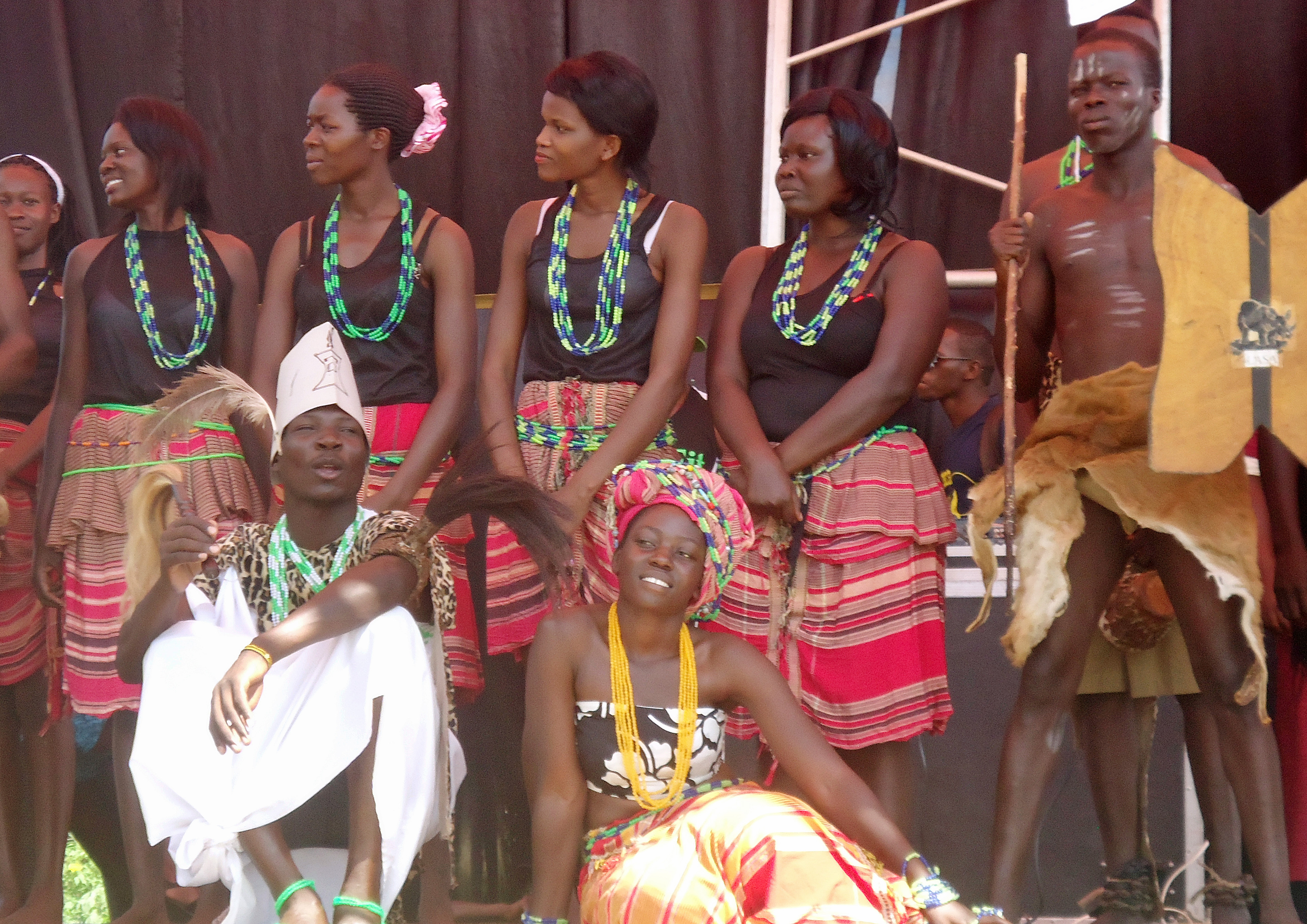
Bagwere

Die Bagwere, auch Gwere (Singular Mugwere), sind ein Bantuvolk in Uganda. 
Die Bagwere bilden geschätzt etwa 3 % der Bevölkerung Ugandas, wobei sie in den östlichen Teilen des Landes leben, vor allem im Pallisa-Distrikt und Kibuku-Distrikt, wo sie über 80 % der Bevölkerung stellen. Die Stadt Mbale, einst als die sauberste Stadt Ugandas bekannt, ist Heimat der Bagwere.

## Gesellschaftsstruktur
Das Gesellschaftssystem der Bagwere stützt sich vor allem auf der Zugehörigkeit zu einem bestimmten Clan, der ein Oberhaupt hat. Insgesamt gibt es folgende Bagwere-Clans:
- Baloki-Clan
- Balalaka-Clan
- Baikomba-Clan
- Bakomolo-Clan
- Balangira-Clan
- Baganza-Clan
- Badaka-Clan
- Baumo-Clan
- Banaminto Clan
- Bapalaa-Clan
- Banyekero-Clan
- Batoloyi-Clan

Traditionellerweise sind Heiraten unter Mitgliedern des gleichen Clans verboten, was typisch für die meisten Bantu-Kulturen ist.

## Musik
Die traditionelle Musik der Bagwere wird tongoli genannt, nach der gleichnamigen achtsaitigen Schalenleier. Weitere Musikinstrumente sind Trommeln, das Lamellophon kongo und die einsaitige Fiedel dingidi.

## Bildung und Erziehung
Die Bagwere sind zumeist sehr stolz auf ihr kulturelles Erbe, vor allem da sie zahlenmäßig klein, aber seit jeher einen hohen Bildungsstandard haben. Ihr bekanntester Vertreter ist der späte Balaki Kebba Kirya, einer der Gründerväter des unabhängigen Uganda, welcher 1994 starb.

## Wirtschaftsstruktur
Die wichtigste ökonomische Aktivität der Bagwere ist die Subsistenzwirtschaft einschließlich Züchtung und Anbau von Nutzpflanzen und der Viehzucht.
In einem geringeren Ausmaß werden unter den Bagwere zunehmend auch Fischerei, Fischzucht und Imkerei betrieben.